# 1978 في السويد
فيما يلي قوائم الأحداث التي وقعت خلال عام 1978 في السويد.

## سياسة

### تعيين في المنصب
- 18 أكتوبر – هانز بليكس Minister for Foreign Affairs (Sweden) [الإنجليزية]‏.

## مواليد

### يناير
- 5 يناير – بيورن رينكويست لاعب كرة مضرب سويدي.

### مارس
- 29 مارس – ماتياس أندرسون لاعب كرة يد سويدي.

### مايو
- 6 مايو – بير يوهانسون لاعب كرة قدم سويدي.
- 12 مايو – مالين أكرمان

### يونيو
- 7 يونيو – ميني أندين
- 24 يونيو – ميكائيل نيلسون لاعب كرة قدم سويدي.

### يوليو
- 11 يوليو – ماتياس غوستافسون لاعب كرة يد سويدي.

### أكتوبر
- 22 أكتوبر – كريستوفر أندرسون لاعب كرة قدم سويدي.

### نوفمبر
- 11 نوفمبر – إريك إدمان لاعب كرة قدم سويدي.

### يناير
- 3 يناير – تشارلز وينيرغرين (مواليد 1889) لاعب كرة مضرب سويدي.

### فبراير
- 11 فبراير – هاري مارتنسون (مواليد 1904) كاتب سويدي.

### سبتمبر
- 26 سبتمبر – كارل مان سيغبان (مواليد 1886) فيزيائي سويدي.

### أكتوبر
- 2 أكتوبر – كارل أولوف نيلن (مواليد 1892) لاعب كرة مضرب سويدي.